# Pomo da discórdia

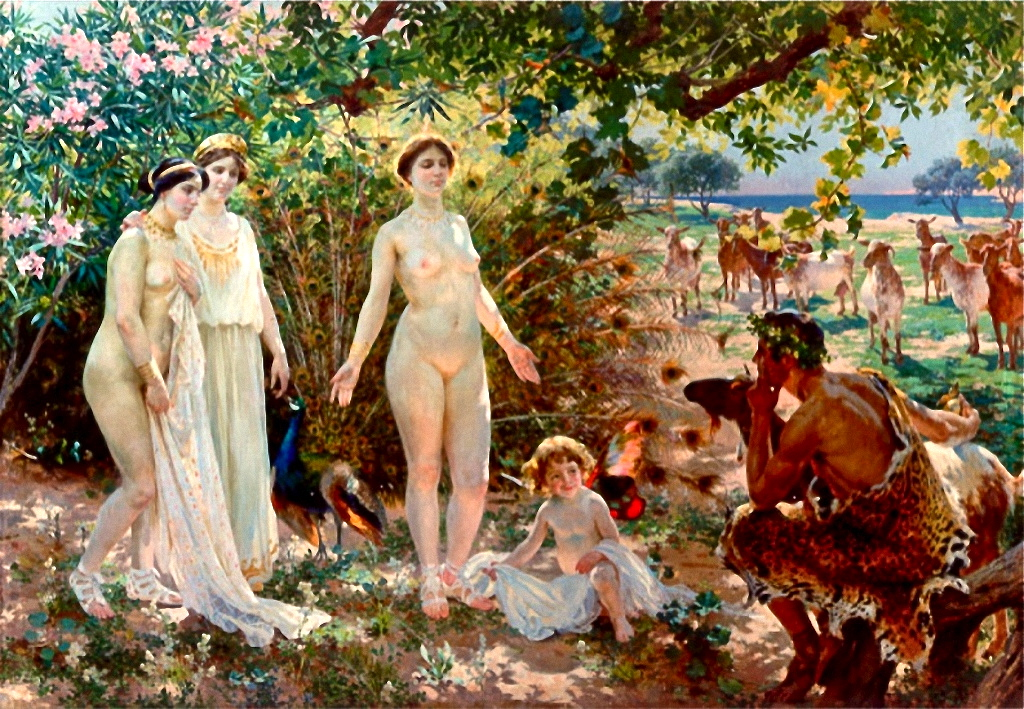
Julgamento de Páris (1904) Enrique Simonet.

A Guerra de Troia começou durante o casamento de Peleu e Tétis, no Olimpo: Éris, a deusa da discórdia, que naturalmente não tinha sido convidada, resolveu acabar com a alegria reinante e entregou anonimamente aos olímpicos uma linda maçã, toda de ouro, com a inscrição "Para a mais bela".
A confusão já estava armada. As três deusas mais poderosas, Hera, Afrodite e Atena, imediatamente se colocaram a disputar o troféu. Nenhum dos deuses quis se meter a juiz nessa confusão, inclusive o rei do Olimpo, Zeus. Esse, sabiamente, resolveu se livrar do espinhoso fardo e passá-lo a Páris, um mortal que era filho do rei Príamo, de Troia. Na época, Páris trabalhava como pastor e vivia feliz ao lado de uma ninfa adorável chamada Enone. Vivia no campo pois sua mãe, dias antes de seu nascimento, sonhara que estava dando à luz serpentes flamejantes que se enrolavam entre si, depois pediu aos adivinhos para interpretar o sonho e eles disseram que o bebê destruiria Troia e todo seu território.
Assim estavam as coisas até surgirem diante de Páris as 3 divindades em suas formas mais reluzentes e magníficas.
Todas tentaram persuadi-lo com oportunidades infinitamente gloriosas. Em troca da maçã de ouro, Atena ofereceu a Páris a chefia de uma histórica e vitoriosa guerra. Já Hera ofereceu também a ele a glória de ser o Rei absoluto de toda a Europa e Ásia. E Afrodite por sua vez, garantiu mais uma vez a ele o amor da mais bela mulher do mundo.
Páris então, confuso em meio a tantas maravilhas oferecidas a si, concedeu o título a Afrodite. E a deusa, ignorando solenemente a presença de Enone, pois ela não ofereceu e agiu da forma certa, realizou o desejo do jovem. A deusa sabia exatamente onde se encontrava a mais bela mulher do mundo: era Helena, casada com o rei de Esparta, Menelau.
Auxiliados por Afrodite, Helena e Páris fugiram para Troia. Assim que soube da traição, Menelau enfurecido foi pedir auxílio ao seu inescrupuloso irmão, o rei Agamenon para junto com ele persuadir todos os grandes generais e reis da Grécia numa marcha colossal contra os troianos (inclusive o rei da província de Ítaca, Odisseu, arquiteto do plano com o Cavalo de Troia e posteriormente famoso pela Odisseia). Agamenon viu no infortúnio do irmão a oportunidade perfeita para conquistar Troia, até então conhecida como impenetrável. E foi a partir desse momento que começava a mundialmente conhecida Guerra de Troia. No fim Páris cumpriu a missão perdendo a guerra e causando a destruição de Troia.
E a famosa maçã passou a ser conhecida como pomo da discórdia — que hoje indica qualquer coisa que faça as pessoas brigarem entre si.
Em um adendo moderno de 1965, no livro Principia Discordia, é dito que após ela jogar a maçã de ouro dentro do salão do banquete ela saiu e foi comer um cachorro quente. Sendo este pelos adeptos do discordianismo a causa da "Esnobada original".
O pomo da discórdia é um símbolo sagrado para os discordianos.